# Prezes Rady Ministrów
Prezes Rady Ministrów (premier) – zgodnie z Konstytucją Polski osoba kierująca Radą Ministrów oraz zapewniająca wykonywanie polityki Rady Ministrów w ustroju politycznym Polski. Zwyczajowo nazywany jest premierem. Jest zarazem przewodniczącym Rady Ministrów oraz odrębnym naczelnym organem administracji rządowej.

## Uprawnienia jako przewodniczącego Rady Ministrów

### Kompetencje organizacyjne
- reprezentuje Radę Ministrów
- kieruje jej pracami
- zwołuje posiedzenia
- ustala porządek obrad
- przewodniczy posiedzeniom

### Kompetencje merytoryczne
- kieruje merytoryczną działalnością Rady Ministrów
- ponosi odpowiedzialność polityczną
- decyduje o składzie Rady Ministrów, wnioskując o powołanie ministrów do Prezydenta RP
- koordynuje i kontroluje pracę ministrów i pozostałych członków Rady
- zapewnia wykonanie polityki Rady Ministrów
- wydaje rozporządzenia
- sprawuje nadzór nad samorządem terytorialnym

## Uprawnienia jako naczelnego organu administracji rządowej
- wydaje rozporządzenia i zarządzenia, orzeczenia, postanowienia i decyzje
- jest podstawowym łącznikiem administracji rządowej
- jest zwierzchnikiem służbowym wszystkich pracowników administracji rządowej
- dokonuje obsady personalnej szeregu organów administracji rządowej
- nadzoruje organy centralne i terytorialne administracji rządowej
- nadzoruje samorząd terytorialny w granicach określonych w Konstytucji i ustawach

Obsługę urzędu Prezesa Rady Ministrów zapewniają: Kancelaria Prezesa Rady Ministrów, Rządowe Centrum Bezpieczeństwa oraz Rządowe Centrum Legislacji, obsługujące zarazem Radę Ministrów jako całość, ponadto podlega mu szereg innych jednostek organizacyjnych.

## Osoba desygnowana na Prezesa Rady Ministrów
Osoba desygnowana postanowieniem Prezydenta Rzeczypospolitej Polskiej na Prezesa Rady Ministrów jest prezydenckim kandydatem do objęcia urzędu Prezesa Rady Ministrów. Desygnowana osoba nie posiada żadnych uprawnień, z wyjątkiem politycznego przywileju do sformowania własnej Rady Ministrów, której skład przedstawia Prezydentowi RP. Prezydent RP nie ma uprawnienia do ingerencji w skład osobowy proponowanej Rady Ministrów i przepisami Konstytucji Rzeczypospolitej Polskiej jest zobligowany do jej powołania (postanowienie Prezydenta RP publikowane w Monitorze Polskim wchodzące w życie z dniem podpisania) i odebrania od jej wszystkich członków, w tym od Prezesa Rady Ministrów, przysięgi.
Prezes Rady Ministrów i Rada Ministrów przejmują obowiązki z chwilą złożenia przysięgi wobec Prezydenta RP, niezależnie od udzielonego jej wotum zaufania przez Sejm Rzeczypospolitej Polskiej.
Brzmienie przysięgi określa art. 151 Konstytucji RP:
Obejmując urząd Prezesa Rady Ministrów (Wiceprezesa RM, ministrów), uroczyście przysięgam, że dochowam wierności postanowieniom Konstytucji i innym prawom Rzeczypospolitej Polskiej, a dobro Ojczyzny i pomyślność obywateli będą zawsze dla mnie najwyższym nakazem.
Przysięga może być zakończona słowami:
Tak mi dopomóż Bóg.
Prezydent ma konstytucyjny obowiązek desygnowania tego funkcjonariusza publicznego w ciągu 14 dni od pierwszego posiedzenia nowo wybranego Sejmu RP lub w ciągu 14 dni od przyjęcia dymisji ustępującego gabinetu.
Prezes Rady Ministrów w ciągu 14 dni od złożenia przysięgi przedstawia w Sejmie RP exposé celem uzyskania wotum zaufania.
Przysługuje mu ochrona funkcjonariuszy Służby Ochrony Państwa (wcześniej Biura Ochrony Rządu), na mocy zarządzenia Ministra Spraw Wewnętrznych i Administracji, a ponadto inne przywileje przewidziane dla tego urzędu prawem.
Prezes Rady Ministrów może sprawować jednocześnie funkcję ministra i przewodniczącego komitetu, może być posłem na Sejm RP lub senatorem RP, ale nie musi być parlamentarzystą. Nie może natomiast sprawować urzędu Prezydenta RP oraz innych wysokich urzędów państwowych (np. być Prezesem NBP). Może zdarzyć się dymisja Prezesa RM lub Rady Ministrów z powodu nieuchwalenia przez Sejm RP wotum zaufania lub rezygnacji. Wtedy Rada Ministrów nadal sprawuje swoją władzę do czasu powołania nowej. Zazwyczaj jest to proces trudny do przeprowadzenia przed wygaśnięciem kadencji Sejmu RP, gdyż na straży stabilnej władzy stoi Konstytucja Rzeczypospolitej Polskiej.

## Organy podległe Prezesowi Rady Ministrów
Prezesowi Rady Ministrów podlegają:
- Agencja Bezpieczeństwa Wewnętrznego
- Agencja Wywiadu
- Centralne Biuro Antykorupcyjne
- Centrum Badania Opinii Społecznej
- Główny Urząd Statystyczny
- Instytut De Republica
- Instytut Europy Środkowej
- Instytut Pokolenia
- Instytut Strat Wojennych im. Jana Karskiego
- Instytut Współpracy Polsko-Węgierskiej im. Wacława Felczaka
- Instytut Zachodni im. Zygmunta Wojciechowskiego
- Komisja Nadzoru Finansowego
- Krajowa Szkoła Administracji Publicznej
- Ośrodek Studiów Wschodnich
- Polska Agencja Kosmiczna
- Polska Akademia Nauk
- Polski Komitet Normalizacyjny
- Prokuratoria Generalna Rzeczypospolitej Polskiej
- Rada do Spraw Przeciwdziałania Narkomanii
- Rządowa Agencja Rezerw Strategicznych
- Rządowe Centrum Bezpieczeństwa
- Rządowe Centrum Legislacji
- Rzecznik Finansowy
- Rzecznik Praw Pacjenta
- Szef Służby Cywilnej
- Urząd Ochrony Konkurencji i Konsumentów
- Urząd Regulacji Energetyki
- Urząd Transportu Kolejowego

## Siedziba Prezesa Rady Ministrów

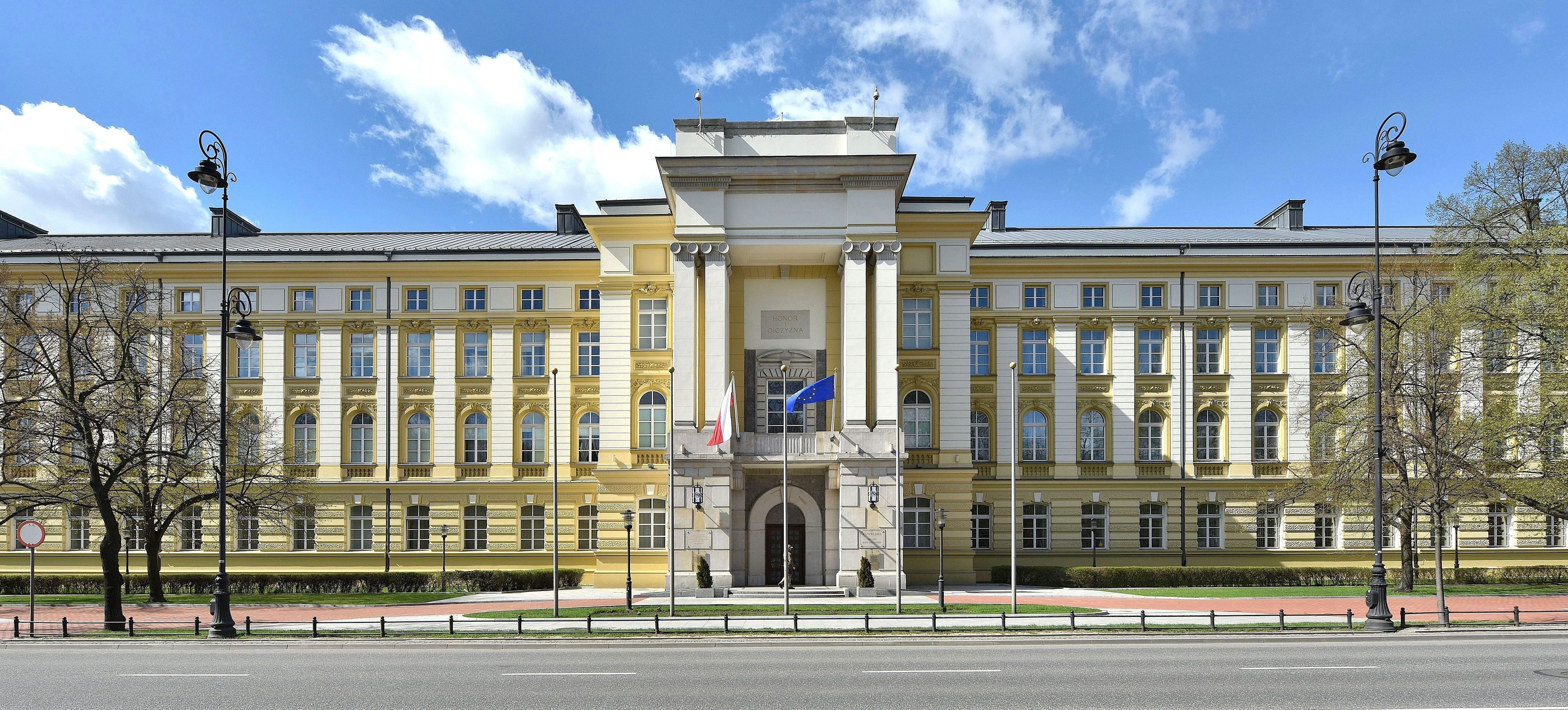
Gmach Kancelarii Prezesa Rady Ministrów

Miejscem pracy premiera oraz Rady Ministrów (rządu), jest gmach Kancelarii Prezesa Rady Ministrów, znajdujący się w Warszawie przy Alejach Ujazdowskich 1/3.